# Novoborîsivka, Rozdilna
Novoborîsivka (în ucraineană Новоборисівка) este localitatea de reședință a comunei Novoborîsivka din raionul Rozdilna, regiunea Odesa, Ucraina.

## Demografie
Componența lingvistică a localității Novoborîsivka
     Ucraineană (89,94%)
     Rusă (5,97%)
     Română (2,94%)
     Alte limbi (0,43%)
Conform recensământului din 2001, majoritatea populației localității Novoborîsivka era vorbitoare de ucraineană (89,94%), existând în minoritate și vorbitori de rusă (5,97%) și română (2,94%).